# Will Durant
William James Durant (North Adams, 5 de novembro de 1885 – Los Angeles, 7 de novembro de 1981) foi um filósofo, historiador e escritor estadunidense, conhecido por sua autoria e coautoria, junto à sua esposa Ariel Durant, da coleção A História da Civilização.
Durant concebeu a filosofia como perspectiva total, ou seja, uma visão das coisas sub specie totius, expressão inspirada pelo sub specie aeternitatis de Spinoza. Procurou em sua obra unificar e humanizar o grande corpo de conhecimento histórico — que havia se tornado muito volumoso e se fragmentado em especializações com terminologias "esotéricas" — vitalizando-o para aplicação contemporânea. 
Dotado de um talentoso estilo de prosa e considerado um excelente contador de histórias, Durant ganhou um grande número de leitores, em grande parte por causa da natureza e da excelência da sua escrita, que, em contraste com a linguagem acadêmica, é animada, inteligente, carismática, colorida, ornamentada, epigramática, em suma, "humanizada". Max Schuster, co-fundador da editora Simon & Schuster, comentou que a prosa de Durant "implora para ser lida em voz alta". John Little, que fundou e dirige a Will Durant Foundation e tem dedicado muito esforço para popularizar as obras do autor no século XXI, ecoa a admiração de Schuster em palavras que o próprio Durant se utilizou muitas vezes para descrever algumas das melhores obras da Antiguidade Clássica: "prosa tão bonita rivaliza com a poesia".
Will e Ariel Durant foram agraciados com o Prémio Pulitzer de Não Ficção Geral em 1968, e com a Medalha Presidencial da Liberdade em 1977. 

## Biografia

### Origem
Durant nasceu em 5 de novembro de 1885 na cidade de North Adams, no estado de Massachusetts, de pais franco-canadenses que tiveram parte na emigração quebequiana aos Estados Unidos. Estes se chamavam Joseph Durant e Marry Allard.

### Formação, jornalismo e docência

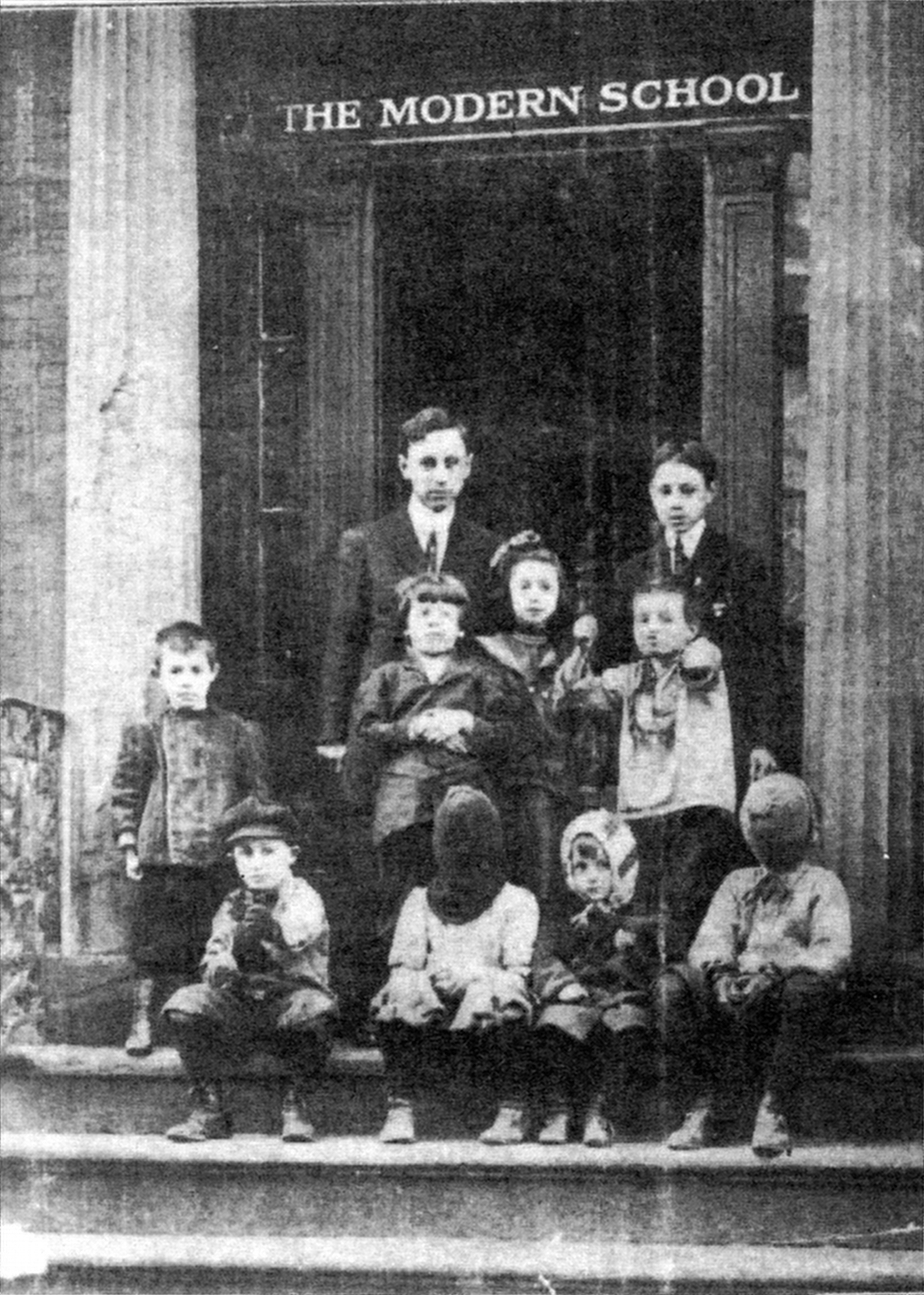
A Escola Moderna na cidade de Nova Iorque em torno de 1911. Will Durant aparece com seus pupilos.

Em 1900, com quinze anos, foi admitido na Saint Peter's Academy e mais tarde no Saint Peter's College sendo educado por jesuítas, na cidade de Jersey no estado de New Jersey. Em 1905 após graduar-se, mudou-se para a cidade de Nova Iorque onde teve contato com os círculos libertários a partir de contatos com intelectuais da época. Em 1907 passou a trabalhar como repórter para o periódico New York Evening ganhando dez dólares a semana. Neste jornal escreveu diversos artigos denunciando práticas de abuso sexual.
Também em 1907 passou a lecionar Latim, Francês, Inglês e Geometria na universidade Setton Hall, na cidade de South Orange, New Jersey. Nesta mesma instituição atuou como bibliotecário organizando o acervo desta universidade. Devido a desentendimentos ideológicos com a direção da universidade deixa o emprego em 1911, ano em que passa a atuar na recém inaugurada Escola Moderna de Nova Iorque (Ferrer Modern School também conhecida como Ferrer Institute) na qualidade de diretor e professor. O empreendimento baseado nos ideais pedagógicos do catalão Francisco Ferrer contou com o apoio financeiro de Alden Freeman, que patrocinou também uma viagem de Will Durant para a Europa. Esta mesma viagem nunca fê-lo esquecer Freeman, fato evidenciado nas demonstrações de gratidão presentes no prefácio de sua A História da Filosofia.
Entre 1911 e 1912 A revista Modern School passou a ser editada pela instituição. Na capa de sua primeira Edição Will Durant apareceu junto à sua turma de jovens estudantes em uma foto tirada na porta da Escola Moderna de Nova Iorque.
Lecionando na Escola Moderna, Durant apaixonou-se por uma de suas alunas e casou-se com a mesma. A menina Ida Kaufmann, apelidada Ariel por Will, torna-se sua companheira por toda a vida. Juntos o casal tiveram uma filha que recebeu o nome de Ethel, e um filho, chamado Louis. Ariel contribuiu substancialmente em todos os volumes de A História da Civilização, seu nome, no entanto, só foi creditado na capa de apenas um dos livros, o volume VII, A Era da Razão. Este fato só se verifica na tiragem da primeira edição.

### Doutorado
Em 1913, Durant deixa o cargo de professor da escola moderna e para conseguir recursos passa a fazer palestras sobre história em uma igreja presbiteriana, por uma remuneração de 5 e 10 dólares. Parte do material destas palestras posteriormente serviu de ponto de partida para sua obra maior A História da Civilização. Passa a trabalhar também como professor auxiliar na Universidade de Columbia.
Em 1917, trabalhando em sua tese de doutorado em filosofia, Will escreveu seu primeiro livro Filosofia e o problema social. Nele defendeu a tese de que a Filosofia havia deixado de se desenvolver por evitar os problemas sociais atuais. Durant concluiu sua tese de doutorado e recebeu o título de doutor ainda em 1917.

### História da filosofia
Sua primeira obra de peso, A História da Filosofia, foi inicialmente publicada no formato de pequenos livretos azuis, que na época era o formato de materiais educacionais destinados aos trabalhadores nos Estados Unidos. Estes livros acabaram sendo tão populares que foram republicados no ano de 1926 pela editora Simon & Schuster, tornando-se imediatamente um bestseller, e dando aos Durant a independência financeira que lhes permitiu viajar pelo mundo várias vezes e passarem os próximos quarenta anos escrevendo A História da Civilização.

### Literatura
Durant ainda escreveu a obra Os Grandes Pensadores, ou no original, Great Men of Literature, traduzida para o português por Monteiro Lobato e editada pela Companhia Editora Nacional – São Paulo. 

### Luta social
O casal Will e Ariel Durant seguiram se envolvendo em diversas causas sociais, sempre com um viés crítico e libertário. Por muitos anos lutaram pelo sufrágio feminino, por salários igualitários para ambos os gêneros e por melhores condições de trabalho para o operariado estadunidense. Não apenas escreveram sobre muitos assuntos, mas se esforçaram por por suas ideias socialistas libertárias em prática.
Will é particularmente lembrado por seu esforço permanente por facilitar o acesso à história e à filosofia ao homem comum, tanto na linguagem adotada como também nos meios escolhidos por ele — de artigos de revista a panfletos publicados em série. Também foi Will um dos intelectuais pioneiros no ativismo em favor dos direitos civis, ainda no início de 1940, sendo portanto, anterior ao surgimento do movimento por direitos civis em seu país.

### Reconhecimento e falecimento
Em face do décimo volume de A História da Civilização, Rousseau e a Revolução, Durant foi premiado com o prêmio Pulitzer de literatura, e mais tarde em 1977 com o maior prêmio concedido a um civil pelo governo dos Estados Unidos — a Medalha Presidencial da Liberdade, que foi entregue pelo presidente Gerald Ford.
Ariel faleceu em 25 de outubro de 1981, e Will, dentro de 2 semanas depois em 7 de novembro. Os Durant foram enterrados lado a lado no Westwood Village Memorial Park Cemetery, em Los Angeles.

## Legado
Tanto Will Durant quanto sua esposa empenharam-se em dar forma ao que chamavam de História Integral. Ambos se opunham à exacerbação da especialização histórica, ou seja, uma rejeição que anteviu em décadas o que mais tarde seria chamado culto ao especialista. Sua maior obra A História da Civilização pretende ser uma biografia detalhada da civilização (ocidental), sem perder o bom senso, incluindo não apenas as guerras, movimentos políticos e grandes biografias, mas também os elementos culturais, elementos e movimentos artísticos, filosóficos e religiosos, bem como a ascensão e impacto dos meios comunicação de massa. Seu objetivo é ampliar o entendimento da existência humana, tanto do ponto de vista de suas fraquezas, como de sua perversidade. Durant reprovava a estreiteza da vertente histórico-social que hoje é conhecida por eurocêntrica, comentando e identificando em seu livro Nossa herança Oriental que a Europa foi apenas uma parte irregularmente projectada da Ásia, ou seja, a Europa foi uma colônia sociocultural da Ásia, e sua veracidade confere, pois desde o período clássico, cidades como Atenas foram colônias culturais da Ásia Menor. Will queixou-se especialmente com relação ao provincialismo de nossas tradições históricas que começaram com a Grécia e preteriam a Ásia, resumindo sua história em apenas uma linha, mostrando que este foi um dos maiores erros de nossa perspectiva e inteligência.